# Inzersdorfer Industriewerke Hans Fuchs

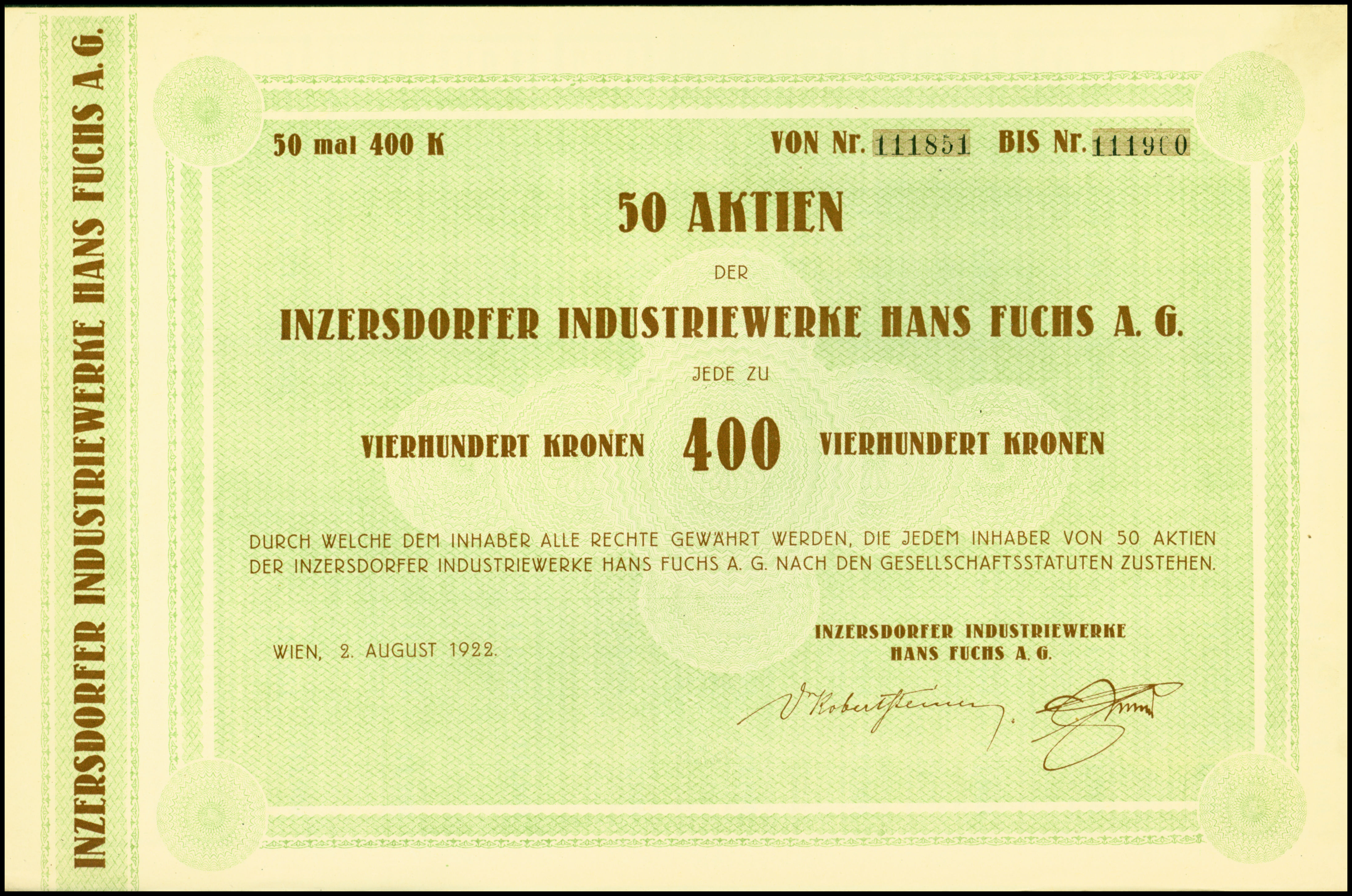
Sammelaktie 50 × 400 Kronen der Inzersdorfer Industriewerke Hans Fuchs AG vom 2. August 1922

Die Inzersdorfer Industriewerke Hans Fuchs AG war ein Hersteller von Automobilen aus Österreich.

## Unternehmensgeschichte
Das Unternehmen wurde am 3. September 1920 in Wien gegründet. Ziel war die Produktion von Motoren, Karosserien, Kühlern, Maschinen und Metallwaren. 1922 begann die Produktion von Automobilen. Der Markenname lautete Fuchs. 1925 endete die Automobilproduktion. 1926 wurde das Unternehmen aufgelöst.

## Fahrzeuge
Das Modell 5/15 PS war ein Kleinwagen. Für den Antrieb sorgte ein Vierzylindermotor mit 1261 cm³ Hubraum mit 64 mm Bohrung und 98 mm Hub mit einer Dauerleistung von 15 PS Leistung bei 1600 1/min. Die offenen Karosserien boten Platz für zwei bis drei Personen, laut einer anderen Quelle dem Fahrer sowie zwei Passagieren dahinter. Ab 1924 betrug die Motorleistung 20 PS. Der Tankinhalt betrug 30 Liter. Im gleichen Jahr begann auch die Fertigung von Lieferwagen mit 600 kg Nutzlast.

## Autorennen
Generaldirektor Hans Fuchs nahm am 11. Juni 1922 mit einem Fahrzeug seines Unternehmens am Riederberg-Rennen teil. Auch 1923 nahm ein Fuchs-Wagen am Riederberg-Rennen teil. Die Werksfahrer Littmann und Teutscher starteten auch bei zahlreichen anderen Autorennen.